# Violon de fer

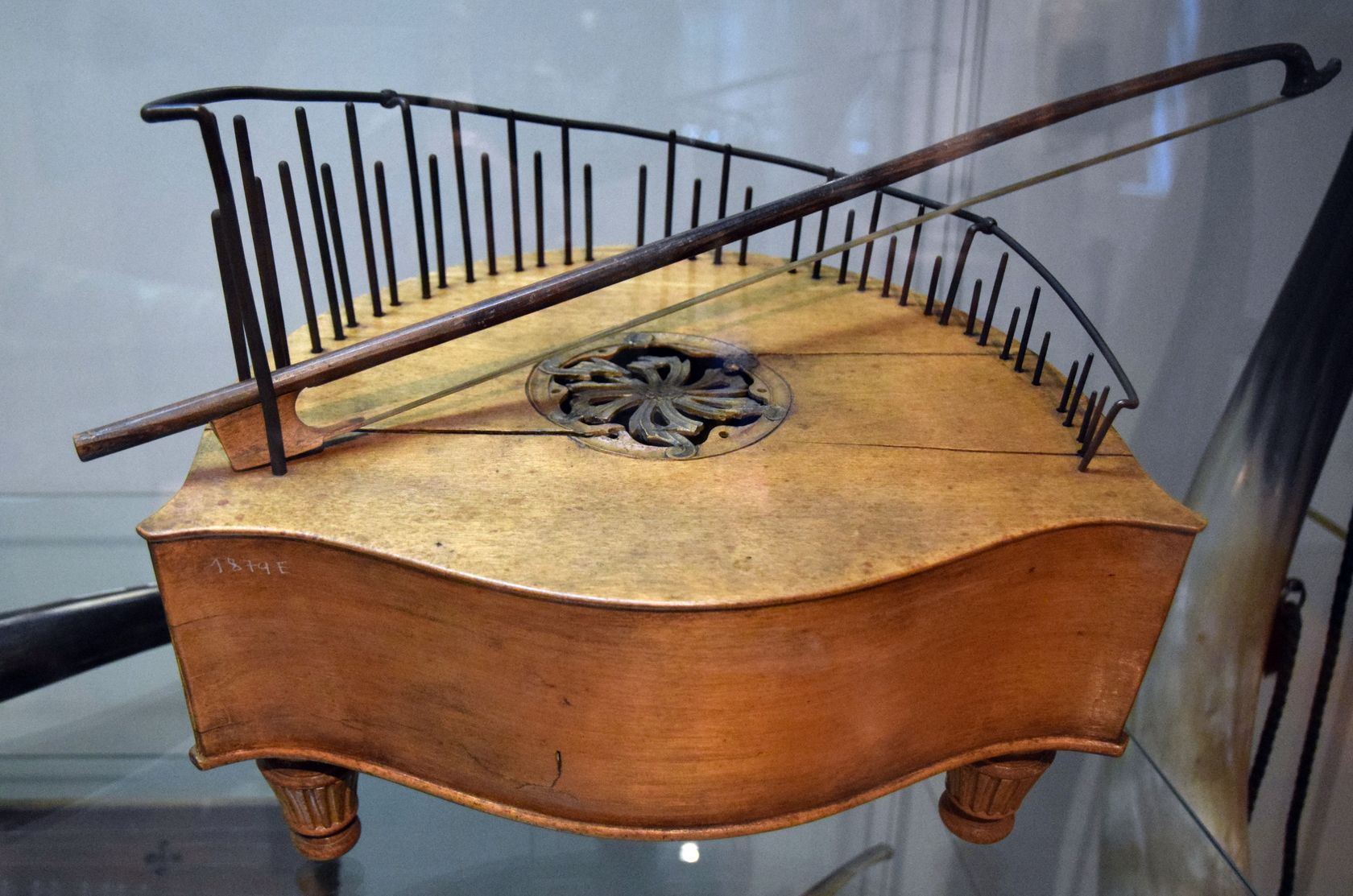
Violon de fer, Musée de musique de Prague

Le violon de fer (en allemand Nagelgeige, en anglais Nail violin) est un instrument formé de branches en fer ou en acier qui sont frottées par un archer de crins noirs. Il fait partie de la famille des idiophones.

## Description
L'instrument se compose d'une table d'harmonie en bois courbée en demi-cercle. Dans cette table d'harmonie sont fixés des clous en fer ou en laiton de différentes longueurs, accordés pour donner une gamme chromatique. Le son est produit par friction avec un archet solide, tendu de crin noir,. 

## Histoire
Le violon de fer est inventé en 1740 par Johann Wilde (en), musicien de l'orchestre impérial de Saint-Pétersbourg.
On ne connait le nom que d'un seul virtuose de cet instrument au doux son de cloche, un musicien bohème appelé Senal, qui voyageait dans toute l'Allemagne avec son instrument vers 1780-1790.

Violons de fer
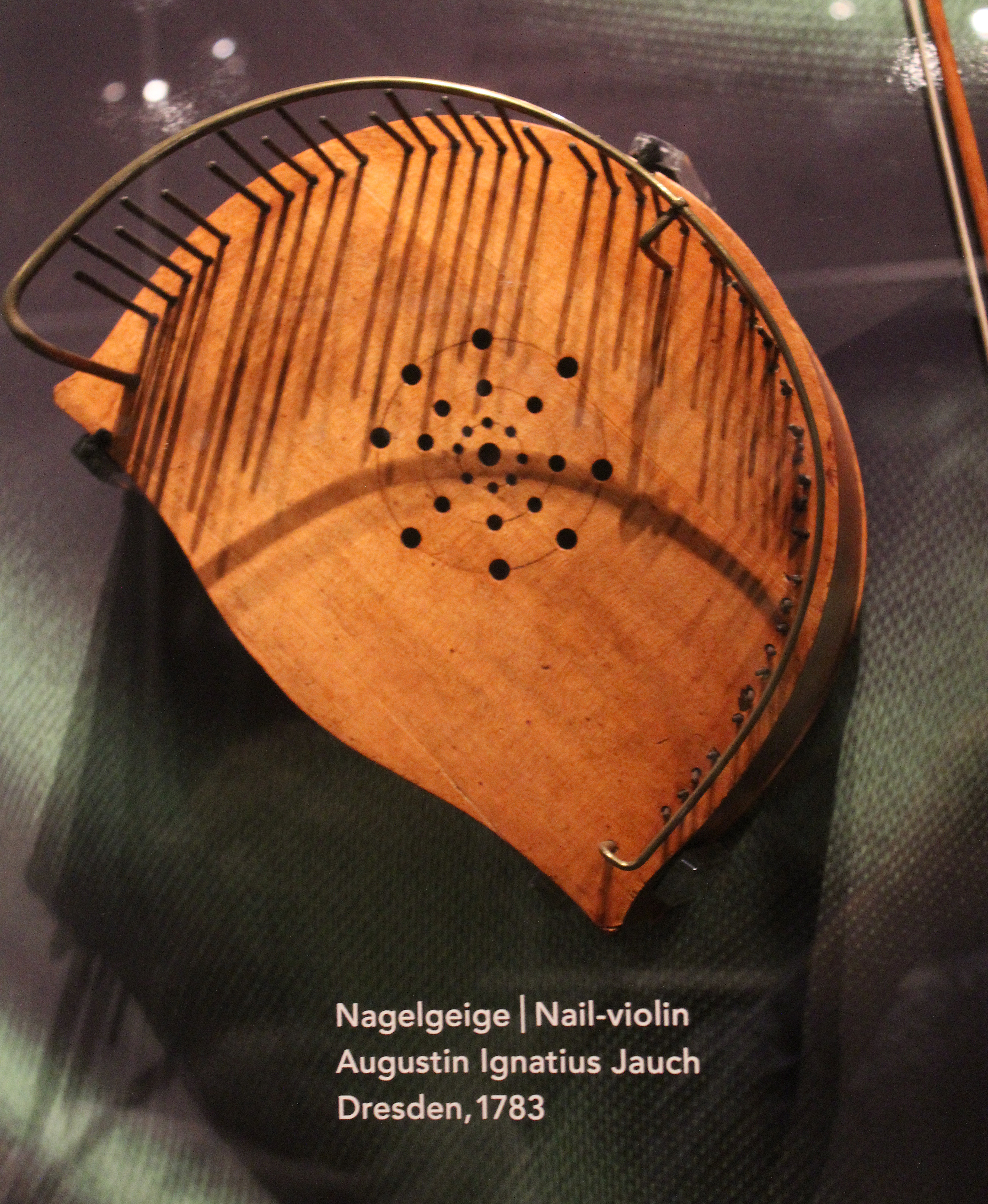
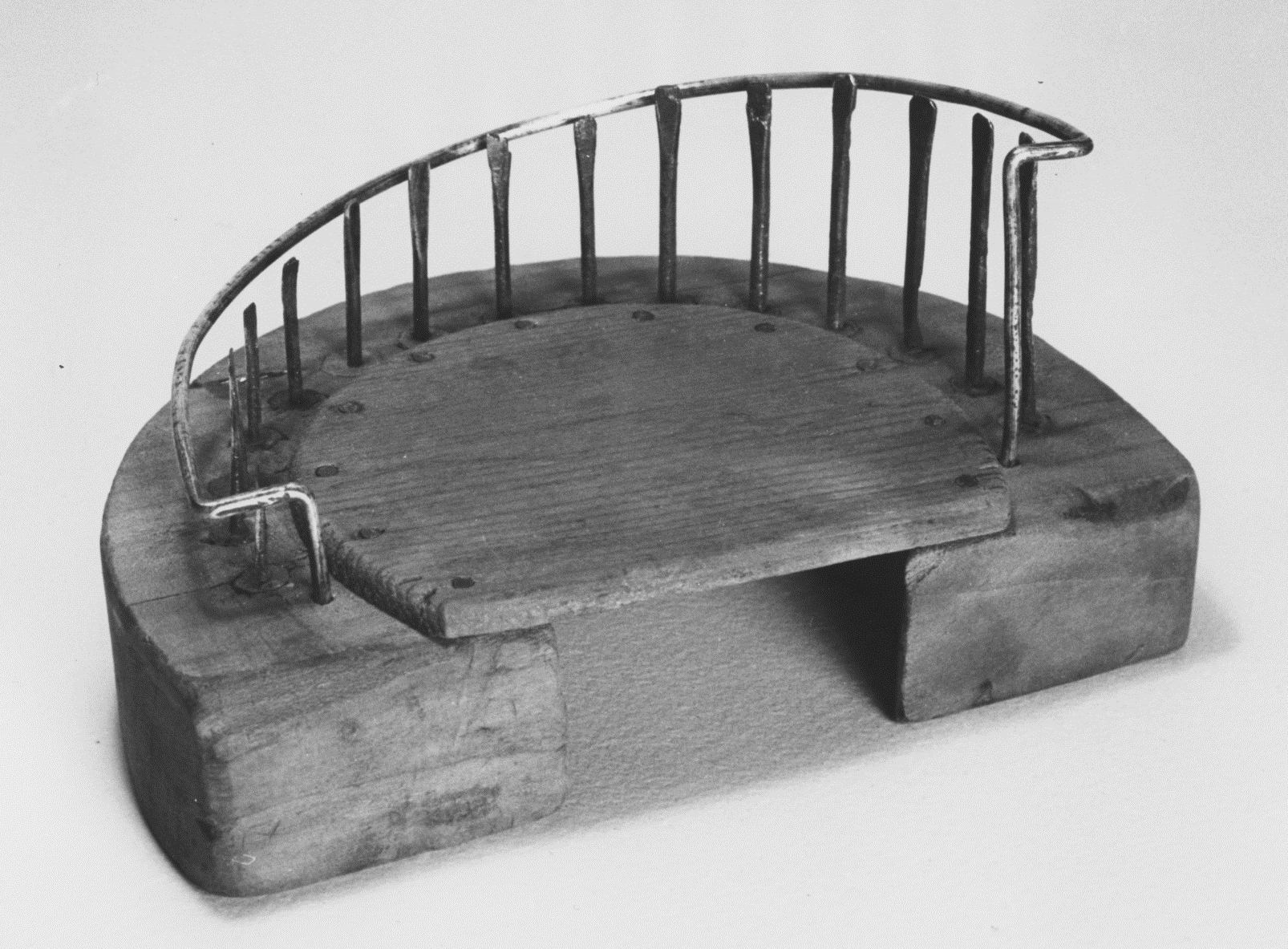
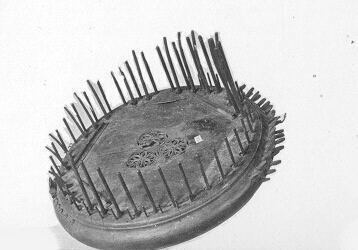
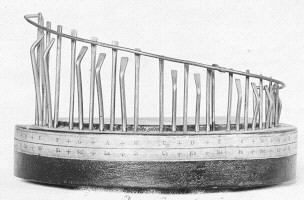
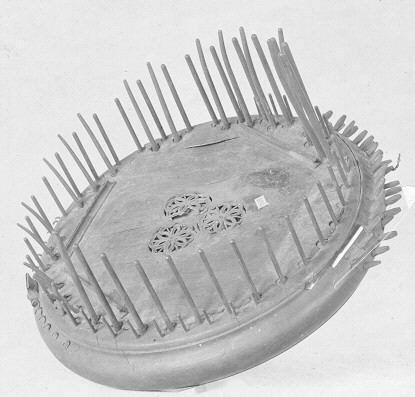

## Évocation
Hoffmann cite l'instrument dans son roman Le Chat Murr.